# Joakim av Floris

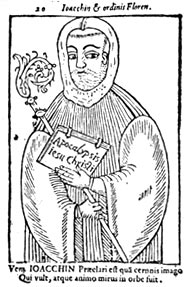
Joakim av Floris (medeltida gravyr)

Joakim av Floris (italienska Gioacchino da Fiore), född cirka 1130 i Celico, Kalabrien, död 30 mars 1202, var en italiensk abbot inom cisterciensorden, teolog, mystiker.
I sin gammal- och nytestamentliga exeges utvecklade han en apokalyptisk historieteori och förkunnade att en ny tidsålder skulle bryta in år 1200. Joakims kiliasm fick starkt genomslag och har haft betydelse för framstegsfilosofin ända in i vår tid. 
Det mest auktoritativa verket om Joakim, är skrivet av kardinal Henri de Lubac.

## Biografi
Joakim av Floris föddes i den lilla byn Celico i Kalabrien, som då utgjorde en del av Kungariket Sicilien, som son till notarien Mauro och hans hustru Gemma. Han fick sin utbildning i Cosenza, där han först blev präst vid hovet, och sedan notarie som fadern. Som sådan arbetade han 1166–67 för Etienne du Perche, ärkebiskop av Palermo och kansler av Marguerite, under den unge Vilhelm II av Sicilien.
Omkring 1169 gav han sig av på pilgrimsfärd till Heliga landet, en resa om vilken mycket litet är känt, men det påstås att han genomgick en religiös kris och omvändelse i Jerusalem, som fick honom att ta avstånd från det världsliga livet. När han återkom till sin hembygd, levde han som eremit i flera år, under det att han vandrade runt och predikade. Han gick sedan som lekmannabroder med i den asketiska cisterciensordens kloster Sambucina, i närheten av Luzzi, och ägnade sin tid åt att predika. Efter påtryckningar från de eklesiastikala myndigheterna, gick han med i klostret av Corazzo, och vigdes till präst, vad det verkar, år 1168. Han fyllde sina dagar med Bibelstudier, och föresatte sig att finna den dolda meningen han ansåg vara förefintlig i Bibeln, i synnerhet Uppenbarelseboken. Till sin bestörtning utsågs han till abbot omkring 1177. I den befattningen försökte han få klostret att upptagas av cisterciensorden, men nekades på grund av deras fattigdom. Han vände sig därför till Vilhelm II personligen med en vädjan, och munkarna tilldelades då ett stycke mark.
1182 vände sig Joakim till påve Lucius II, som friade honom från ansvaret för klostret, och gav honom hans varma stöd för sitt arbete, och sade att Joakim kunde fortsätta i det kloster som bäst tjänade hans verk. De nästföljande ett och ett halvt åren tillbringade han i det cistercienska klostret av Casamari, och var djupt engagerad i de tre stora böcker han höll på att skriva. Hans dikterande höll tre skrivare upptagna dygnen runt, och hans sekreterare Lukas (som senare blev ärkebiskop av Cosenza) förbluffades av att en så framgångsrik och vältalig man var så simpelt klädd, och av hans hängivenhet när han predikade och höll mässa. 
Han var i Rom 1184, och tolkade en dunkel profetia som återfunnits hos kardinal Mattias av Angers, uppmuntrad av Lucius II. Efterträdande påvar vidhöll det stöd han fick för sitt intellektuella arbete, fastän hans skrifter ännu inte börjat cirkulera. Joakim drog sig på äldre dagar tillbaka i eremiternas område i Pietralata, skrivande var stund, och grundade sedan klostret av Fiore (eller Flora) i bergen i Kalabrien. Klostret blev ett centrum för en mer strikt gren av cisterciensorden, som godkändes av påve Celestinus III 1198.
År 1200 överlämnade Joakim sina skrifter officiellt till påve Innocentius III, men avled innan skrifterna hunnit få något omdöme. Hans fromhet var vida känd; Dante Alighieri intygade att mirakler påstods ske runt hans grav, och fastän han aldrig saligförklarats, firas han ännu som beatus (salig) 29 maj. De mest andliga av franciskanerna, kallade honom profet för hans tolkningar av Uppenbarelseboken.

## Teorier

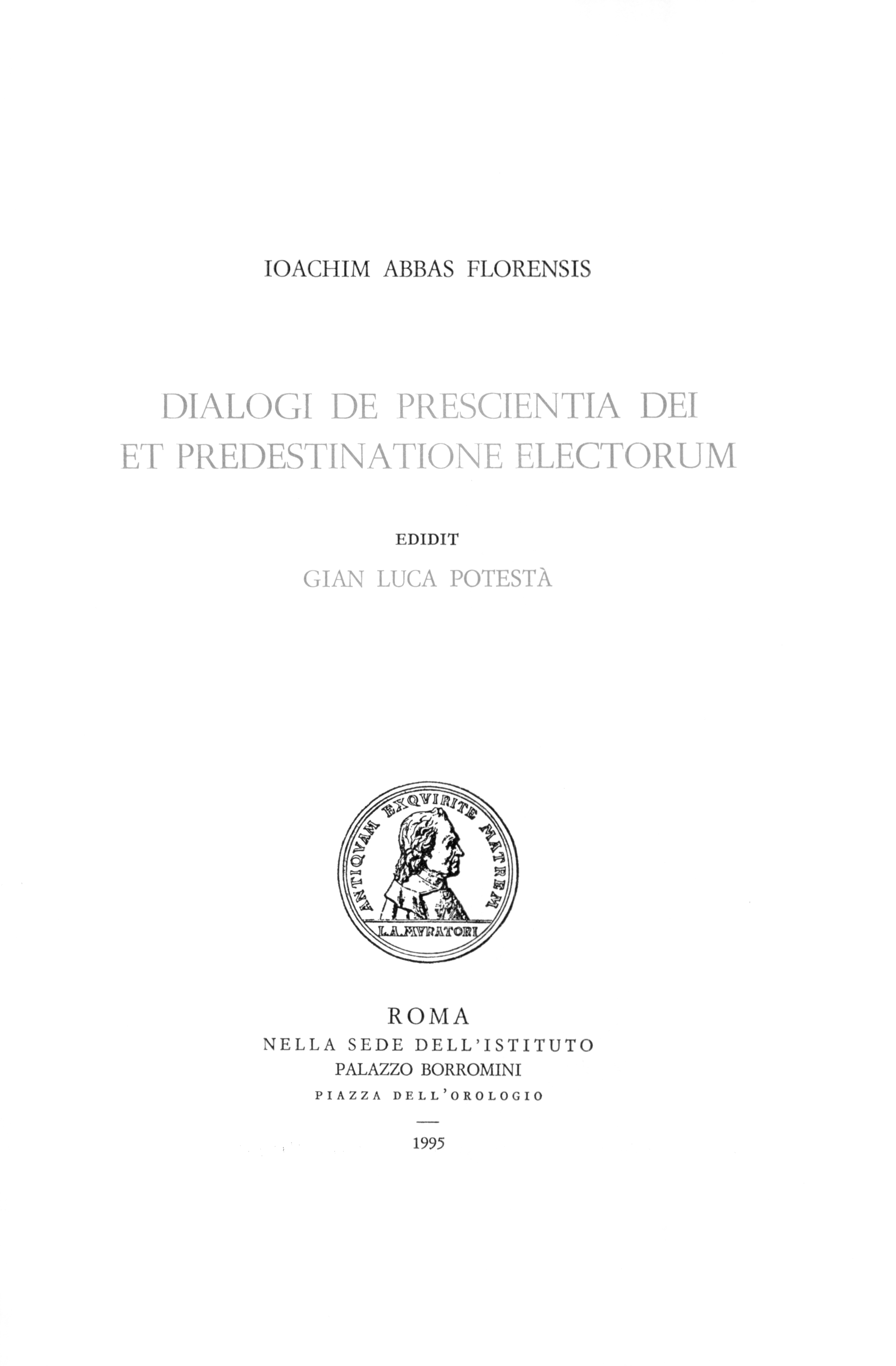
Dialogi de prescientia Dei

Genom sina studier av Bibeln, kom Joakim fram till att Gamla och Nya testamentet hade en överensstämmelse, som dittills förbisetts. Denna överensstämmelse fann han genom att tolka texterna som om de förutspådde en framtida guldålder, en epok som kom efter upptagelsen i Kristi gemenskap.
Joakim menade att frälsningshistorien kunde delas in i tre epoker, tre världsåldrar som svarar mot de tre personerna i gudomen. Dessa epoker kännetecknas av olikartade tillstånd, eller status.
1. Mot treenighetens första person svarade Faderns rike, det gamla förbundets tid, behärskad av lagen och lydnaden under den.
2. Mot den andra personen svarade Sonens rike som inleddes då Kristus blev människa och fick sin karaktär genom evangeliet.
3. Ännu väntade det tredje riket, Andens rike, som enligt hans beräkningar skulle komma att inledas år 1260. Denna tredje världsålder skulle föregå den Yttersta domen. Andens rike skulle vara ett fredsrike, och sanningen skulle inte längre stå att finna i böckerna utan bestå av ett inre ljus. Inget tvång och ingen yttre auktoritet skulle längre vara nödvändiga, och alla mystiska hemligheter skulle uppenbaras.

Mot slutet av 1200-talet började krafter i Kyrkan att bekämpa denna åskådning, eftersom Messias nedstigning till jorden enligt dess synsätt var den tid som föregick domedagen. Joakim fick emellertid stor betydelse för renässansen, och hans idéer kom därmed mer eller mindre direkt att fortsätta utöva stor påverkan på det västerländska tänkandet.
Oswald Spengler lånade synsättet på historiens epoker av Joakim, och spår av hans tankar återfinns även hos Nietzsche, och Immanuel Kant. Gotthold Lessing, Johann Fichte, Friedrich Schelling och Friedrich Hegel är alla i någon mån påverkade av honom. Genom Hegel fördes tankarna indirekt vidare till Karl Marx. Modernismen växte fram ur hans framtidsvision, och så även positivismen.